# توموجی اگوچی
توموجی اگوچی (انگلیسی: Tomoji Eguchi؛ زادهٔ ۲۲ آوریل ۱۹۷۷) بازیکن فوتبال اهل ژاپن است.
از باشگاه‌هایی که در آن بازی کرده‌است می‌توان به باشگاه فوتبال آویسپا فوکوئوکا و باشگاه فوتبال ویسل کوبه اشاره کرد.